# Owen King
Owen Philip King (nascido em 21 de fevereiro de 1977) é um escritor americano e filho mais novo dos escritores Stephen e Tabitha King.

## Vida Juvenil
King nasceu em 1977 em Maine, último filho de Tabitha e Stephen King. Ele tem dois irmãos mais velhos, Naomi King e Joe Hill. Ele foi formado em Bangor, Maine, mostrando interesse pela escrita durante a universidade. King estudou na Vassar College e Columbia University, onde ganhou um diploma em curso de mestre das artes.

## Carreira
King Publicou o seu primeiro livro, We’re All in This Together, coleção de três historias curtas e uma novela em 2005. A sua ficção curta foi publicada em vários jornais, como One Story e Prairie Schooner. A sua novela de estreia, Double Feature, foi publicada em 2013.
Outro recente trabalho foi uma colaboração com o seu pai, Stephen King, entitulado Sleeping Beauties. Foi publicado em September 2017 e centra-se uma prisão de mulheres em West Virginia. King trabalhou também com o realizador Josh Boone em adaptar a novela de Clive Barker, The Great and Secret Show para a televisão.
Em 2020 tornou-se produtor of the da minisérie da CBS adaptação da novela de seu pai The Stand, Ele também co-escreveu também um novo final com o seu pai exclusivamente para a minisérie.

## Receção
A receção para a coleção de King, We're All in This Together foi positiva, com ambos Los Angeles Times e Independent a darem críticas positivas.
A primeira novela longa de King, Double Feature, foi chamada de  "acima da escrita" numa critíca do The New York Times.
A novela gráfica de King Intro to Alien Invasion teve uma receção mista, com o Publishers Weekly a opinar que a banda desenahda é indesponível para consestentemente transcender é "seu material de filmes B" enquanto que a  Booklist  chamou a falsificação de material da lista B de "altamente bem-sucedida.

## Vida Pessoal
King é casado com a escritora Kelly Braffet (nascida em1976) e vive em New Paltz, New York.

## Prémios
- Prémio Jonh Gardener
- Prémio Flink[16]
- Nomeado para um  "National Magazine Award"[17]

## Trabalhos
Coleções e novelas
- We’re All in This Together: A Novella and Stories (July 5, 2005)
  - "We're All in This Together"
  - "Frozen Animals"
  - "Wonders"
  - "Snake"
  - "My Second Wife"
- Double Feature (March 19, 2013)
- Sleeping Beauties (September 22, 2017), co-written with Stephen King

Editor
- Who Can Save Us Now?: Brand-New Superheroes and Their Amazing (Short) Stories (July 15, 2008)
  - "The Meerkat"

Bandas desenhadas
- Intro to Alien Invasion (September 15, 2015), co-written with Mark Jude Poirier, drawings by Nancy Ahn
- Sleeping Beauties (February 2020), co-written with Stephen King, adapted by Rio Youers, illustrations by Alison Sampson

Anthology contributions
- Bottom of the Ninth: Great Contemporary Baseball Stories edited by John McNally (Southern Illinois University Press, 2003)
  - "Wonders"
- When I Was A Loser edited by John McNally (Free Press, 2007)
  - "Sports"
- HANG THE DJ: An Alternative Book of Music Lists edited by Angus Cargill (Faber & Faber, 2008)
  - "Spit it Out! The Top Ten Stutter Songs"
- The Late American Novel: Writers On The Future Of Books edited by Jeff Martin & C. Max Magee (Soft Skull, 2011)
  - "Not Quite as Dire as Having Your Spine Ripped Out, But…"
- Never Can Say Goodbye: Writers on their Unshakeable Love for New York edited by Sari Botton (Touchstone, 2014)
  - "Hot Time in the Old Town"
- The Good Book: Writers Reflect on Favorite Bible Passages edited by Andrew Blauner (Simon & Schuster, November 10, 2015)
  - "Never Quite As Simple: On Luke 2:19"
- Detours edited by Brian James Freeman (Cemetery Dance Publications, December 31, 2015)
  - "The Curator"
- The Darkling Halls of Ivy edited by Lawrence Block (Subterranean Press, May 2020)
  - "That Golden Way"
- Minor Characters edited by Jamie Clarke (Roundabout Press, April 15, 2021)
  - "Rabbit"

Histórias curtas
- "My Second Wife" (2001), The Bellingham Review #48, Spring 2001
- "Wonders" (2002), Book Magazine #22, May/June 2002
- "Frozen Animals" (2003), Harper Palate, Vol. 3 #1, Summer 2003
- "The Cure" (2006), One Story #85, Dec. 20, 2006
- "Nothing is in Bad Taste" (2008), Subtropics #5, Winter/Spring 2008
- "Home Brew" (2011), Prairie Schooner, Vol. 85 #2, Summer 2011
- "The Idiot's Ghost" (2011), The Fairy Tale Review #7, The Brown Issue
- "The Curator" (2014), Lady Churchill’s Rosebud Wristlet #31, Dec. 2014
- "Confederate Wall" (2015), Subtropics Issue 19, Spring/Summer 2015
- “Positive Comments” (2018), Ploughshares/Emerson College, Kindle Single

Introduções
- 25 Years in the Word Mines: The Best of Graham Joyce by Graham Joyce (PS Publishing, September 2014)
  - Foreword by Owen King
- The Great and Secret Show by Clive Barker (Gauntlet Press, 2016)
  - Introduction by Owen King
- The Devil's Own Work by Alan Judd (Valancourt Books, January 6, 2015)
  - Introduction by Owen King
- Westlake Soul by Rio Youers (Short, Scary Tales Publications, October 2020)
  - Introduction by Owen King
- The World Lansdalean: The authorized Joe R. Lansdale Bibliography by Joe Lansdale (Short, Scary Tales Publications, 2021)
  - Forward by Owen King

Artigos Web
- "Singing Along To A Murderous Threat, NPR song of the day: “You Rascal You” by Hanni El Khatib" (12/15/2011)
- "A Gallery of Drama, NPR song of the day: “Change the Sheets” by Kathleen Edwards" (2/3/2012)
- "Tear For Tear, Without Peer, NPR song of the day: “Look the Other Way” by Justin Townes Earle" (4/17/2012)
- "Interview with Tom Bissell" (4/17/2012) The Rumpus
- "The Biggest Thing Ever, an excerpt from Double Feature" (12/3/2012) Guernica
- "Interview with Erin McKeown" (2/15/2013) The Rumpus
- "Book Notes: Double Feature" (3/19/2013) Largehearted Boy
- "Role Remix: Steve Buscemi” (3/19/2013) Grantland
- "(Title, If Any)” (4/1/2013) The Weeklings
- "Best Guess: Owen King interprets the Exhibit Song Book, an exchange with singer/songwriter Jenny Owen Youngs" (7/11/2013)
- "Interview with Peter Squires" (7/25/2013) The Rumpus
- "Matters of Faint Import, Vol. 1: “The Dress Code of Mumford & Sons" (9/24/2013) The Weeklings

(w/James Jackson Toth, Elizabeth Nelson Bracy, and Timothy Bracy)
- "Review of People Park by Pasha Malla" (11/4/2013) Publishers Weekly
- "Matters of Faint Import, Vol. 2: “Holiday Special” (12/24/2013) The Weeklings

(w/James Jackson Toth, Elizabeth Nelson Bracy, and Timothy Bracy)
- "The Heiress, Review of Havisham by Ronald Frame" (1/1/2014) Los Angeles Review of Books
- "Director’s Cut, Review of Mount Terminus by David Grand" (4/27/2014) The New York Times Book Review
- "Nine Librarian-Approved Headlines For The Rest Of The Season" (7/18/2014) Just A Bit Outside
- "Baseball’s Greatest Hit" (7/29/2014) Just A Bit Outside
- "Spinners 5, Gades 0" (9/4/2014) Just A Bit Outside
- "No, Pitchers Don’t Have To Look Like Pitchers" (4/7/2015) Just A Bit Outside
- "JABO Book Club: Alison Gordon’s Foul Balls, A Conversation with Rob Neyer" (5/8/2015) Just A Bit Outside
- "Baseball Language and The Players" (5/26/2015) Just A Bit Outside
- "Big Brother: A Conversation with Andrew Ervin" (6/3/2015) The Brooklyn Rail